# Otto Bayer
Pour les articles homonymes, voir Bayer.
Otto Bayer (4 novembre 1902, Francfort-sur-le-Main - 1er août 1982, Burscheid) est un chimiste industriel allemand.

## Biographie
Il étudie la chimie à l'université de Francfort-sur-le-Main et y obtient son doctorat en 1924, sous la direction de Julius von Braun (de). À partir de 1933,  il occupe différente fonctions chez IG Farben. Il y dirigera notamment le groupe de recherche qui découvre en 1937 la réaction de polyaddition, utilisée dans la synthèse du polyuréthane, et qui servira plus tard dans la synthèse du polyacrylonitrile.
Il a été membre du conseil d'administration et du conseil de surveillance de Bayer et a également été vice-président du conseil de surveillance de Cassella dans les années 1950.
Il reçoit en 1960 le Werner-von-Siemens-Ring (de) conjointement avec Walter Reppe et Karl Ziegler pour son travail dans le domaine de la synthèse technique des polymères et pour le développement de nouveaux matériaux techniques (polyuréthanes). Il obtient la même année la Carl-Duisberg-Plakette (de). Il obtiendra également la médaille Charles Goodyear (en) en 1975.
Par son testament, Otto Bayer crée la création de la Fondation Otto Bayer, qui décerne régulièrement le Prix Otto Bayer (de) depuis 1984.
Otto Bayer n'avait aucun lien de parenté avec Friedrich Bayer, le fondateur de Bayer.